# Claire Holt
Claire Holt (Brisbane, Queensland, 1988. június 11. –) ausztrál–amerikai színésznő és modell.
Legismertebb szerepei Emma Gilbert a H2O: Egy vízcsepp elég című sorozatban, Chasity Meyer, a Bajos csajok 2.-ben, valamint Rebekah Mikaelson a Vámpírnaplók és a The Originals – A sötétség kora epizódjaiban.

## Fiatalkora
Brisbane-ben született. A Stuartholme Schoolban diplomázott.

## Pályafutása
Hírnévre akkor tett szert, amikor főszerepet kapott a H2O: Egy vízcsepp elég című sorozatban. Itt Emma Gilbert szerepét játszotta két évad erejéig. A népszerű sorozattal a Logie Awardra, illetve az Australian Nickelodeon Kids' Choice Awards-ra is jelölték. 2007-ben a harmadik évad előtt úgy döntött, otthagyja a sorozatot, mégpedig A hírnök 2. – A vég kezdete című horrorfilm miatt. A filmet Szófiában forgatták 2008-ban, DVD-n pedig 2009-ben jelent meg. Ezután szerepet kapott a Bajos csajok 2. című filmben, ahol Chastity Meyert formálta meg. Itt olyan neves sztárokkal dolgozott együtt, mint Meaghan Martin, Jennifer Stone vagy Nicole Anderson. Később felkérték a Hazug csajok társasága című sorozatban történő vendégszereplésre. Claire elfogadta az ajánlatot, így ő játszotta Samarát két rész erejéig. 
2012-ben a Kék, mint a jazz című film szereplője volt, majd a Vámpírnaplók című sorozatban Rebekah szerepét osztották rá. A The Originals – A sötétség kora című sorozatban szintén Rebekah Mikaelson alakította. 2017-ben szerepelt a 47 méter mélyen című filmben.
Feltűnt a Dreamworld, Sizzlers és a Queensland Lifesaving reklámjaiban is.

## Magánélete
2015 júliusában eljegyezte barátja, Matthew Kaplan televíziós producer. 2016 áprilisában házasodtak össze. 2017. április 27-én Kaplan beadta a válópert. Holt ezt követően benyújtott egy kérelmet, hogy Kaplanról Holtra változtassák a nevét.
2017. december 3-án bejelentette eljegyzését Andrew Joblon vezető ingatlanügynökkel. 2018. március 5-én az Instagramon számolt be vetéléséről első gyermekükkel. 2018. augusztus 18-án házasodtak össze. 2018. október 11-én az Instagramon jelentette be terhességét. 2019. március 28-án megszülte fiát, James Holt Joblont. 2020. április 3-án ismét az Instagramon jelentette be, hogy második gyermekét várja. 2020. szeptember 12-én megszületett a lánya, Elle Madeline Holt Joblon.
2019 novemberében amerikai állampolgár lett.

## Filmográfia

### Film
| Év   | Magyar cím                  | Eredeti cím                 | Szerep          | Magyar hang   |
| ---- | --------------------------- | --------------------------- | --------------- | ------------- |
| 2009 | A hírnök 2. – A vég kezdete | Messengers 2: The Scarecrow | Lindsay Rollins | Csifó Dorina  |
| 2011 | Bajos csajok 2.             | Mean Girls 2                | Chastity Meyer  |               |
| 2012 | Kék, mint a jazz            | Blue Like Jazz              | Penny           | Földes Eszter |
| 2017 | 47 méter mélyen             | 47 Meters Down              | Kate            | Dobó Enikő    |
| 2019 |                             | Painted Beauty              | Sasha           |               |
| 2019 |                             | A Violent Separation        | Abbey Campbell  |               |
| 2019 |                             | The Divorce Party           | Susan           |               |
| 2021 |                             | Untitled Horror Movie       | Kelly           |               |

### Televízió
| Év        | Magyar cím                      | Eredeti cím         | Szerep            | Megjegyzések                                                                        |
| --------- | ------------------------------- | ------------------- | ----------------- | ----------------------------------------------------------------------------------- |
| 2006–2008 | H2O: Egy vízcsepp elég          | H2O: Just Add Water | Emma Gilbert      | - főszereplő - magyar hangja: - Mezei Kitty (1. szinkron) - Dögei Éva (2. szinkron) |
| 2011      | Hazug csajok társasága          | Pretty Little Liars | Samara Cook       | mellékszereplő                                                                      |
| 2011–2014 | Vámpírnaplók                    | The Vampire Diaries | Rebekah Mikaelson | - mellékszereplő - magyar hangja: - Kelemen Kata                                    |
| 2013–2018 | The Originals – A sötétség kora | The Originals       | Rebekah Mikaelson | - mellékszereplő - magyar hangja: - Németh Borbála                                  |
| 2015–2016 |                                 | Aquarius            | Charmain Tully    | főszereplő                                                                          |
| 2021–2022 | Legacies – A sötétség öröksége  | Legacies            | Rebekah Mikaelson | 1 epizód                                                                            |